# C'mon Everybody/Timothy
C'mon Everybody/Timothy è un singolo del gruppo musicale inglese UFO, pubblicato nel 1970 in Giappone e nel 1971 in Germania.

## Tracce
Lato A
1. C'mon Everybody – 3:10 (Cochran, Capehart)

Lato B
1. Timothy – 3:28 (Peter Way)